# Meda de Odesa
Meda de Odesa (en griego antiguo: Μήδα, romanizado: Meda), muerta en 336 a. C., fue una princesa tracia, hija del rey Cotelas de los  getas, y esposa del rey Filipo II de Macedonia. 
Según N. G. L. Hammond, cuando murió Filipo, Meda se suicidó para seguirle al Hades. El pueblo de Macedonia, que no estaba acostumbrado a tales honores funerarios de las reinas consortes, la sepultó en el Gran Túmulo de Vergina, en una estancia separada. El segundo sarcófago hallado en la tumba puede pertenecerle.